# Lista de municípios do Estado Livre
A província do Estado Livre da África do Sul está dividida em cinco distritos municipais, que estão por sua vez divididos em 20 municípios locais e uma zona de gestão distrital.
| Localização do Município distrital de Xhariep             | Distrito de Xhariep. Subdividido em: - Letsemeng - Kopanong - Mohokare |
| Localização do Município distrital de Motheo              | Distrito de Motheo. Subdividido em: - Naledi - Mangaung - Mantsopa |
| Localização do Município distrital de Lejweleputswa       | Distrito de Lejweleputswa. Subdividido em: - Masilonyana - Tokologo - Tswelopele - Matjhabeng - Nala                                                                                |
| Localização do Município distrital de Thabo Mofutsanyane  | Distrito de Thabo Mofutsanyane. Subdividido em: - Setsoto - Dihlabeng - Nketoana - Maluti a Phofung - Phumelela - Zona de gestão distrital do Parque Nacional Golden Gate Highlands |
| Localização do Município distrital de Northern Free State | Distrito de Northern Free State. Subdividido em: - Moqhaka - Ngwathe - Metsimaholo - Mafube                                                                                         |